# اقراض (يريم)

تعديل مصدري - تعديل

اقراض هي إحدى قرى عزلة بني مسلم بمديرية يريم التابعة لمحافظة إب، بلغ تعداد سكانها 305 نسمة حسب تعداد اليمن لعام 2004.